# Haeterius optatus
Haeterius optatus är en skalbaggsart som beskrevs av Lewis 1884. Haeterius optatus ingår i släktet Haeterius och familjen stumpbaggar. Inga underarter finns listade i Catalogue of Life.